# جوانا كريستي
جوانا كريستي (بالإنجليزية: Joanna Christie)‏ هي ممثلة بريطانية، ولدت في 10 أبريل 1982 في هدرسفيلد في المملكة المتحدة.

## أعمال

### مسلسلات
- ناركوس

## وصلات خارجية
- جوانا كريستي على موقع IMDb (الإنجليزية)
- جوانا كريستي على موقع قاعدة بيانات برودواي على الإنترنت (الإنجليزية)
- جوانا كريستي على موقع قاعدة بيانات الفيلم (الإنجليزية)